# Nowa Brzeźnica
Nowa Brzeźnica is een dorp in het Poolse woiwodschap Łódź, in het district Pajęczański. De plaats maakt deel uit van de gemeente Nowa Brzeźnica en telt 750 inwoners.